# Oldsmobile Silhouette
La Oldsmobile Silhouette est un monospace familial de la firme américaine Oldsmobile des années 1989-1990. Elle partage sa plateforme avec Pontiac et sa Trans Sport.